# Anatoly Shelyukhin
Anatoly Ivanovich Shelyukhin (en russe : Анатолий Иванович Шелюхин; né le 6 avril 1930 et mort le 21 octobre 1995) est un ancien fondeur soviétique.

## Jeux olympiques
- Jeux olympiques d'hiver de 1960 à Squaw Valley 
  -  Médaille de bronze en relais 4 × 10 km.

## Championnats du monde
- Championnats du monde de ski nordique 1958 à Lahti 
  -  Médaille d'argent en relais 4 × 10 km.
  -  Médaille de bronze sur 15 km.